# 石井亮輔
石井 亮輔（いしい りょうすけ、1984年3月24日 - ）は、日本のソングライター、音楽プロデューサー、ボーカリスト、ギタリスト。合同会社NEWNOTES代表。神奈川県足柄上郡松田町出身。

## 人物
音楽家として幾つかの作品リリース、メジャー・デビューの経験を有する一方、2013年よりソングライターとして楽曲提供を開始。
自身初の楽曲提供作品となった「イキルコト」と「LOVE修行」を収録したAKB48の31作目のシングル「さよならクロール」はオリコンチャート週間1位を記録、同シングルはダブルミリオン（日本レコード協会）に認定され、第28回日本ゴールドディスク大賞「シングル・オブ・ザ・イヤー」を受賞した。AKB48研究生の楽曲として提供した「LOVE修行」は、ファン投票によって選ばれた楽曲をランキング形式で発表するコンサートイベント「AKB48リクエストアワー」においてランクインを続け、大島優子、小嶋陽菜、渡辺麻友など多くのメンバーから「好きな楽曲」として公言され、支持を集める楽曲として、数多くの公演やコンサートで披露されている。同曲を収録したAKB48の3作目のオリジナルアルバム「次の足跡」は、オリコン週間アルバムチャートで1位を記録し、ミリオン（日本レコード協会）に認定され、第29回日本ゴールドディスク大賞「アルバム・オブ・ザ・イヤー」を受賞。
TBS系列7つの海を楽しもう！世界さまぁ～リゾート」のEDテーマ「マリンブルー・シークレット」の作詞・作曲や、TBS木曜ドラマ劇場「ヤメゴク〜ヤクザやめて頂きます〜」の主題歌「世界は終わらない」の作曲、ロハス製薬フェイスマスク「ALFACE＋（オルフェス）」のテレビCM曲「オルフェス」「ALFACE SMILE」など、様々なジャンルのタイアップ曲で作詞作曲を担当している。
2017年、悪性腫瘍を患い、闘病中であることを告白。同年5月20日に放送されたテレビ番組「AKB48 SHOW!」（NHK BSプレミアム）では、「病と闘う作曲家にエール」と題された特集において同番組から激励のエールが送られた。腫瘍の摘出手術を受け、現在は寛解状態であるため、経過観察と並行して楽曲制作を継続していくことを公表している。
2019年3月、自身の母校である神奈川県松田町立寄中学校の閉校式にて、AKB48のサプライズライブをプロデュース。この模様はテレビ番組「AKB48 SHOW!」の最終回にて放送された。
2020年より、音楽ディレクターとしてプロダクションやレーベルと連動したエンターテインメント制作を行い、また、SNSコンテンツや音楽配信ディストリビューターとの提携によるIP発掘、育成、プロデュースにも注力するなど、広い分野で活動している。

## 主な参加作品

### AKB48
- 「イキルコト」 作曲を担当

作詞：秋元康　作曲：石井亮輔　編曲：野中“まさ”雄一　歌：AKB48 Team A
〈収録作品〉
| 発売日         | タイトル                                                        | レーベル                   | 収録内容                           |
| -------------- | --------------------------------------------------------------- | -------------------------- | ---------------------------------- |
| 2013年5月22日  | AKB48 31st シングル「さよならクロール」                         | You, Be Cool!/KING RECORDS | Type A カップリング曲（M-3）       |
| 2013年9月11日  | 「ミリオンがいっぱい 〜AKB48ミュージックビデオ集〜」DVD&Blu-ray | AKS                        | ミュージックビデオ                 |
| 2018年10月19日 | 「岡田奈々 ソロコンサート〜私が大切にしたいもの〜」DVD&Blu-ray  | AKS                        | TOKYO DOME CITY HALLでのライブ映像 |

- 「LOVE修行」 作曲を担当

作詞：秋元康　作曲：石井亮輔　編曲：野中“まさ”雄一　歌：AKB48研究生
〈収録作品〉
| 発売日         | タイトル | レーベル                   | 収録内容 |
| -------------- | --- | -------------------------- | --- |
| 2013年5月22日  | AKB48 31st シングル「さよならクロール」 | You, Be Cool!/KING RECORDS | 劇場盤 カップリング曲（M-3） |
| 2013年11月9日  | 「AKB48グループ研究生コンサート〜推しメン早い者勝ち〜」DVD&Blu-ray | AKS                        | 日本武道館でのライブ映像 |
| 2013年12月11日 | AKB48 34th シングル「鈴懸の木の道で「君の微笑みを夢に見る」と言ってしまったら僕たちの関係はどう変わってしまうのか、僕なりに何日か考えた上でのやや気恥ずかしい結論のようなもの」 | You, Be Cool!/KING RECORDS | ミュージックビデオ（Type H 収録） |
| 2013年12月18日 | 「AKB48 2013 真夏のドームツアー 〜まだまだ、やらなきゃいけないことがある〜」DVD&Blu-ray                                                                                         | AKS                        | 東京ドームでのライブ映像 |
| 2014年1月22日  | AKB48 5th アルバム「次の足跡」 | You, Be Cool!/KING RECORDS | 全タイプ 収録曲（M-2） |
| 2014年9月17日  | 「AKB48 リクエストアワー セットリストベスト200 2014(100〜1ver.)」DVD&Blu-ray | AKS                        | TOKYO DOME CITY HALLでのライブ映像 |
| 2015年3月27日  | 「AKB48全国ツアー2014 あなたがいてくれるから。〜残り27都道府県で会いましょう〜」DVD&Blu-ray                                                                                     | AKS                        | 神奈川県民ホール、舞浜アンフィシアターにて、AKB48 Team4によって披露されたライブ映像 |
| 2015年4月30日  | 「AKB48 リクエストアワー セットリストベスト1035 2015(200〜1ver.)」DVD&Blu-ray                                                                                                   | AKS                        | TOKYO DOME CITY HALLでのライブ映像 |
| 2015年7月29日  | 「AKB48ヤングメンバー全国ツアー〜未来は今から作られる〜 AKB48春の単独コンサート〜ジキソー未だ修行中!〜」DVD&Blu-ray                                                             | AKS                        | さいたまスーパーアリーナにて、AKB48の9期生によって披露されたライブ映像 |
| 2016年3月29日  | 「HKT48劇場4周年記念特別公演」DVD&Blu-ray | AKS                        | HKT48劇場にて、HKT48の2期生によって披露されたライブ映像 |
| 2016年4月27日  | 「AKB48グループリクエストアワー セットリストベスト100 2016」DVD&Blu-ray | AKS                        | TOKYO DOME CITY HALLでのライブ映像 |
| 2016年4月27日  | 「AKB48単独リクエストアワー セットリストベスト100 2016」DVD&Blu-ray | AKS                        | TOKYO DOME CITY HALLでのライブ映像 |
| 2016年6月29日  | 「HKT48 春のライブツアー 〜サシコ・ド・ソレイユ2016〜」DVD&Blu-ray | AKS                        | 国立代々木競技場 第一体育館、マリンメッセ福岡、日本ガイシホール、ワールド記念ホールにて、HKT48によって披露されたライブ映像 |
| 2016年12月14日 | 映画「存在する理由 DOCUMENTARY of AKB48」DVD&Blu-ray | 東宝                       | 劇中歌 |
| 2016年12月28日 | 「HKT48 夏のホールツアー2016 〜HKTがAKB48グループを離脱?国民投票コンサート〜」DVD&Blu-ray                                                                                       | AKS                        | iichikoグランシアタにて、HKT48によって披露されたライブ映像 |
| 2017年2月1日   | 「AKB48グループ同時開催コンサートin横浜 今年はランクインできました祝賀会／来年こそランクインするぞ決起集会」DVD&Blu-ray                                                         | AKS                        | さいたまスーパーアリーナで開催された「AKB48 シングル選抜総選挙第一党感謝祭2016 ～1,039,172票の愛にありがとう！～」にて、AKB48 Team4によって披露されたライブ映像（特典映像）                                                      |
| 2017年4月19日  | 「こじまつり〜小嶋陽菜感謝祭〜」DVD&Blu-ray | AKS                        | 国立代々木競技場 第一体育館で開催された小嶋陽菜の卒業コンサート「こじまつり〜前夜祭」「こじまつり〜小嶋陽菜感謝祭〜」、AKB48劇場で開催された高橋みなみプロデュース公演「愛しのにゃんにゃんお誕生日おめでとう公演」でのライブ映像 |
| 2017年6月28日  | 「AKB48グループリクエストアワー セットリストベスト100 2017」DVD&Blu-ray | AKS                        | TOKYO DOME CITY HALLでのライブ映像 |
| 2017年7月7日   | 「NGT48 1st Anniversary」DVD&Blu-ray | AKS                        | TOKYO DOME CITY HALLで開催された「NGT48 1周年記念コンサート in TDC 〜Maxときめかせちゃっていいですか?〜」にて、NGT48研究生によって披露されたライブ映像                                                                           |
| 2017年8月4日   | 「AKB48 向井地美音ソロコンサート 〜大声でいま伝えたいことがある〜」DVD&Blu-ray                                                                                                  | AKS                        | TOKYO DOME CITY HALLで開催された「向井地美音ソロコンサート 〜大声でいま伝えたいことがある〜」にて披露されたライブ映像 |
| 2017年8月8日   | 「新春!チーム8祭り 小栗有以の乱／倉野尾成美の乱／坂口渚沙の乱」DVD&Blu-ray | AKS                        | TOKYO DOME CITY HALLで開催された「新春!チーム8祭り〜小栗有以の乱〜」にて披露されたライブ映像 |
| 2017年10月4日  | 「あの頃がいっぱい〜AKB48ミュージックビデオ集〜」DVD&Blu-ray | AKS                        | ミュージックビデオ |
| 2017年10月20日 | 「AKB48 13期生公演 in TDC 〜今やるしかねぇんだよ!〜 × AKB48 14期生公演 〜泣いても笑ってもラストステージ〜」DVD&Blu-ray                                                          | AKS                        | AKB48劇場で開催された「14期生公演 ～泣いても笑ってもラストステージ～」にて、岡田奈々・小嶋真子・西野未姫によって披露されたライブ映像                                                                                             |
| 2018年1月31日  | STU48 1st シングル「暗闇」 | キングレコード             | BLUE LIVE 広島にてSTU48によって披露されたライブ映像（Type C DVD「STU48瀬戸内7県ツアー 〜はじめまして、STU48です。〜 連続長編ライブドキュメンタリーシリーズ Vol.7 広島編」収録）                                                  |
| 2018年6月27日  | 「AKB48グループリクエストアワー セットリストベスト100 2018」DVD&Blu-ray | AKS                        | TOKYO DOME CITY HALLでのライブ映像 |
| 2018年7月30日  | 「北原里英卒業コンサート〜夢の1115日新潟の女になりました!〜」DVD&Blu-ray | AKS                        | 「北原里英 NGT48劇場 卒業公演 〜最後まで、みんなのために〜」で披露されたライブ映像 |
| 2018年8月8日   | 「AKB48 チーム8 ライブコレクション 〜またまたまとめ出しにもほどがあるっ!〜」DVD&Blu-ray                                                                                         | AKS                        | さいたまスーパーアリーナにて、AKB48 チーム8によって披露されたライブ映像 |
| 2018年8月16日  | 公式ゲームアプリ「AKB48ビートカーニバル」 | アイア                     | ゲーム配信曲 |
| 2018年10月24日 | 「HKT48春のアリーナツアー2018〜これが博多のやり方だ!〜」DVD&Blu-ray | AKS                        | さいたまスーパーアリーナにて、HKT48によって披露されたライブ映像 |
| 2018年12月24日 | 「AKB48単独コンサート～ジャーバージャって何？」DVD&Blu-ray | AKS                        | さいたまスーパーアリーナにて披露されたライブ映像 |
| 2019年6月19日  | 「AKB48グループリクエストアワー セットリストベスト100 2019」DVD&Blu-ray | AKS                        | TOKYO DOME CITY HALLでのライブ映像 |
| 2019年8月21日  | 「AKB48チームコンサート in 東京ドームシティホール」DVD&Blu-ray | AKS                        | TOKYO DOME CITY HALLでのライブ映像 |
| 2020年6月5日   | 「AKB48単独コンサート～15年目の挑戦者～」DVD&Blu-ray | AKS                        | TOKYO DOME CITY HALLで開催された、村山彩希と岡田奈々による「ゆうなぁ単独コンサート～かけがえのない時間～」のライブ映像 |

- 「Hungry love」 作曲を担当

作詞：秋元康　作曲：石井亮輔　歌：AKB48

### 乃木坂46
- 「設定温度」  作曲を担当

作詞：秋元康　作曲：石井亮輔　編曲：APAZZI　歌：乃木坂46
〈収録作品〉
| 発売日         | タイトル                                                                       | レーベル | 収録内容                               |
| -------------- | ------------------------------------------------------------------------------ | -------- | -------------------------------------- |
| 2017年5月24日  | 乃木坂46 3rd アルバム「生まれてから初めて見た夢」                              | N46Div.  | 初回生産限定盤 収録曲（M-11）          |
| 2018年7月11日  | 「乃木坂46 真夏の全国ツアー2017 FINAL! IN TOKYO DOME」DVD&Blu-ray              | N46Div.  | 東京ドームでのライブ映像               |
| 2018年8月21日  | 公式ゲームアプリ「乃木坂46リズムフェスティバル」                               | アイア   | ゲーム配信曲                           |
| 2020年2月25日  | 「乃木坂46 7th YEAR BIRTHDAY LIVE 2019.2.21-24 KYOCERA DOME OSAKA」DVD&Blu-ray | N46Div.  | 京セラドーム大阪でのライブ映像         |
| 2020年12月23日 | 「乃木坂46 8th YEAR BIRTHDAY LIVE 2020.2.21-24 NAGOYA DOME」DVD&Blu-ray        | N46Div.  | ナゴヤドームでのライブ映像             |
| 2024年2月21日  | 「乃木坂46 11th YEAR BIRTHDAY LIVE」DVD&Blu-ray                                | N46Div.  | 横浜アリーナでのライブ映像             |
| 2025年2月12日  | 「乃木坂46 12th YEAR BIRTHDAY LIVE」DVD&Blu-ray                                | N46Div.  | さいたまスーパーアリーナでのライブ映像 |

### 櫻坂46
- 「魂のLiar」  共作曲・共編曲を担当

作詞：秋元康　作曲：石井亮輔、谷口翔太　編曲：石井亮輔、谷口翔太　歌：櫻坂46
〈収録作品〉
| 発売日         | タイトル                        | レーベル     | 収録内容                                                                                                 |
| -------------- | ------------------------------- | ------------ | --- |
| 2023年2月15日  | 櫻坂46 5th シングル「桜月」     | Sony Records | TYPE-C 収録曲                                                                                            |
| 2023年10月18日 | 櫻坂46 7th シングル「承認欲求」 | Sony Records | 大阪城ホールで開催された「Sakurazaka46 3rd TOUR 2023 TOUR FINAL」にて披露されたライブ映像（TYPE-B 収録） |

### SKE48 古畑奈和
- 「オルフェス」 共作詞・共作曲・レコーディング・ボーカルプロデュースを担当

ロハス製薬「ALFACE＋（オルフェス）」TVCM第一弾 "ひとり篇" "ふたり篇" CMソング
ロハス製薬「ALFACE＋（オルフェス）」TVCM第二弾 "チャンス篇" "ピンチ篇" "迷わせる篇" "想い篇" CMソング
ロハス製薬「ALFACE＋（オルフェス）」TVCM第四弾 "ストレートトーク篇" "黒と白篇" "妻も夫も篇" CMソング
作詞：萩島宏、石井亮輔　作曲：石井亮輔、龍田洪　編曲：龍田洪　歌：古畑奈和（SKE48）
〈収録作品〉
| 発売日         | タイトル                                                                                       | レーベル         | 収録内容                                         |
| -------------- | ---------------------------------------------------------------------------------------------- | ---------------- | ------------------------------------------------ |
| 2017年10月13日 | 古畑奈和 1st ソロシングル「オルフェス」                                                        | SHOWROOM RECORDS | 表題曲                                           |
| 2018年12月24日 | 古畑奈和 1st ミニアルバム「Dear 君とボク。」                                                   | SHOWROOM RECORDS | 収録曲（M-6）                                    |
| 2019年4月10日  | 「SKE48 リクエストアワー2018 セットリストベスト100 ～メンバーの数だけ神曲はある～」DVD&Blu-ray | AKS              | 名古屋国際会議場センチュリーホールでのライブ映像 |

### HKT48 田中美久
- 「ALFACE SMILE」 共作詞・作曲を担当

ロハス製薬「ALFACE＋（オルフェス）」TVCM第三弾 "バイタルマスク篇" "クリアリングマスク篇" CMソング
作詞：萩島宏、石井亮輔　作曲：石井亮輔　編曲：龍田洪　歌：田中美久（HKT48）

### ハラミちゃん×ポムポムプリン
（2021年10月30日開催）
仮装deみんなで踊ってつながろう！ Ario・GRANDTREE・PRIMETREE リモートハロウィンダンス
- テーマソング「HELLO HALLOWEEN」 サウンドプロデュース・レコーディング・ボーカルプロデュースを担当

作詞：Star T Rat　作曲：ハラミちゃん　編曲：石井亮輔、谷口翔太　振付：サンリオ

### TBS木曜ドラマ劇場「ヤメゴク〜ヤクザやめて頂きます〜」
- 主題歌「世界は終わらない」 作曲を担当[注 18]

作詞：秋元康　作曲：石井亮輔　編曲：重永亮介　歌：Thinking Dogs
〈収録作品〉
| 発売日         | タイトル                                                             | レーベル                     | 収録内容 |
| -------------- | -------------------------------------------------------------------- | ---------------------------- | -------- |
| 2015年6月24日  | Thinking Dogs 1st シングル「世界は終わらない」                       | ソニー・ミュージックレコーズ | 表題曲   |
| 2015年11月25日 | TBS木曜ドラマ劇場「ヤメゴク〜ヤクザやめて頂きます〜」DVD&Blu-ray BOX | TBS                          | 主題歌   |

### 映画「コンビニエンス・ストーリー」
- 挿入歌「ヤド・デ・ダンス」 作詞・作曲・ボーカル・コーラス・サウンドプロデュース・レコーディングを担当[注 19]

作詞：石井亮輔　作曲：石井亮輔　編曲：谷口翔太　歌：石井亮輔
〈収録作品〉
| 発売日        | タイトル                                      | レーベル   | 収録内容 |
| ------------- | --------------------------------------------- | ---------- | -------- |
| 2023年1月11日 | 映画「コンビニエンス・ストーリー」DVD&Blu-ray | 東映ビデオ | 挿入歌   |

### TBSテレビ「7つの海を楽しもう!世界さまぁ〜リゾート」
- エンディングテーマ「マリンブルー・シークレット」 作詞・作曲を担当[注 20]

作詞：石井亮輔　作曲：石井亮輔　編曲：龍田洪　歌：ミスマリ（大浦育子、小柳歩、美月）
〈収録作品〉
| 発売日       | タイトル                                            | レーベル       | 収録内容 |
| ------------ | --------------------------------------------------- | -------------- | -------- |
| 2014年7月8日 | ミスマリ 2nd シングル「マリンブルー・シークレット」 | Summer Records | 表題曲   |

### TVアニメ「緋弾のアリアAA」
- キャラクターソング「星空のAA」 作詞・作曲・ギターを担当

パチンコ「CR 緋弾のアリアAA」搭載曲
作詞：石井亮輔　作曲：石井亮輔　編曲：龍田洪　歌：神崎・H・アリア（CV:釘宮理恵）＆間宮あかり（CV:佐倉綾音）＆佐々木志乃（CV:茅野愛衣）＆火野ライカ（CV:M・A・O）＆島麒麟（CV:悠木碧）＆高千穂麗（CV:ブリドカットセーラ恵美）
〈収録作品〉
| 発売日         | タイトル                                      | レーベル | 収録内容      |
| -------------- | --------------------------------------------- | -------- | ------------- |
| 2018年9月20日  | 緋弾のアリアAA オリジナルキャラクターソング集 | 藤商事   | 収録曲（M-4） |
| 2019年12月29日 | 緋弾のアリアAA オリジナルサウンドトラック     | 藤商事   | 収録曲（M-1） |

### TVアニメ「Fate/kaleid liner プリズマ☆イリヤ ツヴァイ!」
- キャラクターソング「インフィナイト★サプライズ」 作曲・ギターを担当

作詞：松井洋平　作曲：石井亮輔　編曲：龍田洪　歌：マジカルルビー（CV.高野直子）＆マジカルサファイア（CV.松来未祐）
〈収録作品〉
| 発売日         | タイトル                                       | レーベル   | 収録内容      |
| -------------- | ---------------------------------------------- | ---------- | ------------- |
| 2014年10月29日 | キャラクターソング「Prisma☆Love Parade vol.1」 | ランティス | 収録曲（M-2） |

### Takayuki Suzui Project OOPARTS
- 舞台公演「D-river」 音楽エンジニア（レコーディング・ミックス）を担当[注 22]

作・演出：鈴井貴之　音楽：武藤昭平（勝手にしやがれ）
〈収録作品〉
| 発売日         | タイトル                                           | レーベル           | 収録内容 |
| -------------- | -------------------------------------------------- | ------------------ | -------- |
| 2022年10月23日 | Takayuki Suzui Project OOPARTS Vol.6「D-river」DVD | キュー・プロダクツ | 音楽     |

### ECC外語学院
ECC外語学院 コンセプトムービー
- 「Dear my Story －人生のストーリーを、一緒に。－」[37]作曲・サウンドプロデュースを担当

作曲：石井亮輔　編曲：谷口翔太

### セブン-イレブン
セブン-イレブン WEB CM
- 「お店で作る！セブンカフェスムージー」 サウンドプロデュースを担当

出演：僕が見たかった青空

### RIZIN FIGHTING FEDERATION
RIZIN.45 第5試合 久保優太 vs. 安保瑠輝也
- 久保優太 入場曲「Burning」 共作曲・サウンドプロデュースを担当

作詞：Sarah　作曲：Sarah、石井亮輔、谷口翔太　編曲：谷口翔太　歌：Sarah
〈収録作品〉
| 発売日         | タイトル                      | レーベル | 収録内容 |
| -------------- | ----------------------------- | -------- | -------- |
| 2021年10月31日 | Sarah 配信シングル「Burning」 | Spinnup  | 表題曲   |

### elfin'
- 「それが罪でも」  作詞・作曲・ボーカルプロデュース・ギターを担当

作詞：石井亮輔　作曲：石井亮輔　編曲：龍田洪　歌：elfin'（辻美優、花房里枝、小倉舞子、厚地彩花）
〈収録作品〉
| 発売日         | タイトル                                               | レーベル             | 収録内容              |
| -------------- | ------------------------------------------------------ | -------------------- | --------------------- |
| 2018年11月7日  | elfin' 4th シングル「君にエール!!!! ～同じ空の下で～」 | エグジットチューンズ | カップリング曲（M-3） |
| 2021年03月17日 | elfin' 1st アルバム「Believer's Disco」                | ポニーキャニオン     | M-17                  |

- 「発光」  作詞・作曲・ボーカルプロデュースを担当

作詞：石井亮輔　作曲：石井亮輔　編曲：龍田洪　歌：elfin'
〈収録作品〉
| 発売日         | タイトル                                      | レーベル             | 収録内容              |
| -------------- | --------------------------------------------- | -------------------- | --------------------- |
| 2019年5月22日  | elfin' 4th シングル「ユレル、クレル、ハゼル」 | エグジットチューンズ | カップリング曲（M-3） |
| 2021年03月17日 | elfin' 1st アルバム「Believer's Disco」       | ポニーキャニオン     | M-13                  |

- 「わたしになりたい。」  作詞・作曲・ボーカルプロデュース・レコーディングを担当

作詞：石井亮輔　作曲：石井亮輔　編曲：龍田洪　歌：elfin'
〈収録作品〉
| 発売日        | タイトル                              | レーベル         | 収録内容              |
| ------------- | ------------------------------------- | ---------------- | --------------------- |
| 2020年1月15日 | elfin' 6th シングル「憧憬リフレイン」 | ポニーキャニオン | カップリング曲（M-4） |

- 「Believer's Disco」  作詞・作曲・ボーカルプロデュース・レコーディングを担当

作詞：石井亮輔　作曲：石井亮輔　編曲：龍田洪　歌：elfin'
〈収録作品〉
| 発売日         | タイトル                                | レーベル         | 収録内容      |
| -------------- | --------------------------------------- | ---------------- | ------------- |
| 2021年03月17日 | elfin' 1st アルバム「Believer's Disco」 | ポニーキャニオン | 表題曲（M-1） |

### AKB48 Team TP
- 「LOVE修行」 作曲を担当

作詞：秋元康　作曲：石井亮輔　編曲：野中“まさ”雄一　中文詞：天樂　歌：AKB48 Team TP
〈収録作品〉
| 発売日        | タイトル                   | レーベル               | 収録内容              |
| ------------- | -------------------------- | ---------------------- | --------------------- |
| 2019年7月26日 | 2nd Single「TTP Festival」 | Universal Music Taiwan | カップリング曲（M-2） |

### SNH48
- 「愛情養成日記」 作曲を担当

作詞：秋元康、上海星四芭　作曲：石井亮輔　編曲：野中“まさ”雄一　歌：SNH48  Team NⅡ
〈収録作品〉
| 発売日        | タイトル           | レーベル | 収録内容              |
| ------------- | ------------------ | -------- | --------------------- |
| 2015年3月28日 | 7th EP「雨季之後」 | 久尚音楽 | カップリング曲（M-3） |

### 何故ナツミ
- 「あたしは無敵」 共作曲・ボーカルプロデュース・サウンドプロデュース・ギターを担当

作詞：何故ナツミ　作曲：何故ナツミ、石井亮輔　編曲：龍田洪、谷口翔太　歌：何故ナツミ
〈収録作品〉
| 発売日        | タイトル                                | レーベル    | 収録内容 |
| ------------- | --------------------------------------- | ----------- | -------- |
| 2019年1月11日 | 何故ナツミ 配信シングル「あたしは無敵」 | Any Records | 表題曲   |

- 配信アルバム「最前線」 共作曲・サウンドプロデュース・ボーカルプロデュース・ギター・レコーディングを担当

作詞：何故ナツミ　作曲：何故ナツミ、石井亮輔　編曲：龍田洪、谷口翔太　歌：何故ナツミ
〈収録作品〉
| 発売日        | タイトル                          | レーベル | 収録内容 |
| ------------- | --------------------------------- | -------- | -------- |
| 2020年5月30日 | 何故ナツミ 配信アルバム「最前線」 | tep      | 全収録曲 |

- 「何故猫になる」 ボーカルプロデュース・サウンドプロデュースを担当[39]

作詞：佐々木亮介　作曲：佐々木亮介　編曲：龍田洪
〈収録作品〉
| 発売日        | タイトル                                | レーベル         | 収録内容 |
| ------------- | --------------------------------------- | ---------------- | -------- |
| 2019年7月27日 | 何故ナツミ 配信シングル「何故猫になる」 | Fearless Records | 表題曲   |

### 大人のカフェ
- 「Snow Letters」  共作詞・共作曲・ボーカルプロデュース・レコーディングを担当

作詞：加賀成一、石井亮輔　作曲：加賀成一、石井亮輔　編曲：龍田洪　歌：大人のカフェ
〈収録作品〉
| 発売日        | タイトル                     | レーベル               | 収録内容 |
| ------------- | ---------------------------- | ---------------------- | -------- |
| 2020年9月19日 | 1st シングル「Snow Letters」 | 株式会社オフィスノーブ | 表題曲   |

- 「Snow Letters (feat. hiro)」  共作詞・共作曲・ボーカルプロデュース・レコーディングを担当

作詞：加賀成一、石井亮輔　作曲：加賀成一、石井亮輔　編曲：yasu(EGOISTIC PARTY)　歌：hiro
〈収録作品〉
| 発売日        | タイトル                                  | レーベル               | 収録内容 |
| ------------- | ----------------------------------------- | ---------------------- | -------- |
| 2021年2月14日 | 2nd シングル「Snow Letters (feat. hiro)」 | 株式会社オフィスノーブ | 表題曲   |

### タートルリリー
- 「透明な星」 作詞・作曲を担当

作詞：石井亮輔　作曲：石井亮輔　編曲：龍田洪　歌：タートルリリー
〈収録作品〉
| 発売日       | タイトル                                | レーベル            | 収録内容 |
| ------------ | --------------------------------------- | ------------------- | -------- |
| 2022年2月7日 | タートルリリー 配信シングル「透明な星」 | FullGorilla Records | 表題曲   |

- 「ダイヤの翼」 作詞・作曲を担当

作詞：石井亮輔　作曲：石井亮輔　編曲：龍田洪　歌：タートルリリー
〈収録作品〉
| 発売日       | タイトル                                  | レーベル            | 収録内容 |
| ------------ | ----------------------------------------- | ------------------- | -------- |
| 2022年2月7日 | タートルリリー 配信シングル「ダイヤの翼」 | FullGorilla Records | 表題曲   |

### HUMAN螺旋
- 「EMPTY PROMISE」 作曲・サウンドプロデュースを担当

作詞：日向かほ　作曲：石井亮輔　編曲：谷口翔太　歌：HUMAN螺旋
〈収録作品〉
| 発売日         | タイトル                                | レーベル | 収録内容 |
| -------------- | --------------------------------------- | -------- | -------- |
| 2022年12月29日 | HUMAN螺旋 配信シングル「EMPTY PROMISE」 | 下々ノ屋 | 表題曲   |

- 「壊せ」 作詞・作曲・サウンドプロデュース・ギター・コーラスを担当

作詞：石井亮輔　作曲：石井亮輔　編曲：谷口翔太　歌：HUMAN螺旋
〈収録作品〉
| 発売日        | タイトル                       | レーベル | 収録内容 |
| ------------- | ------------------------------ | -------- | -------- |
| 2023年1月13日 | HUMAN螺旋 配信シングル「壊せ」 | 下々ノ屋 | 表題曲   |

### Amon
- 「ラストシーン」[注 25]作詞・作曲・サウンドプロデュース・ボーカルプロデュース・レコーディングを担当

作詞：石井亮輔　作曲：石井亮輔　編曲：龍田洪　歌：石井亮輔
〈収録作品〉
| 発売日       | タイトル                          | レーベル | 収録内容 |
| ------------ | --------------------------------- | -------- | -------- |
| 2020年7月7日 | Amon 配信シングル「ラストシーン」 | Spinnup  | 表題曲   |

### 超銀河乙女大戦RPG「スターレット」
（2016年12月22日配信 - AiiA Corporation）
- 主題歌「Starlet」 共作詞・作曲・ボーカルプロデュース・レコーディングを担当

作詞：萩島宏、中島章吾、石井亮輔　作曲：石井亮輔　編曲：龍田洪　歌：リサ（CV.田所あずさ）
- 挿入歌「Hero」 共作詞・作曲・ボーカルプロデュース・レコーディングを担当

「スターレット」TVCM第一弾 "Hero ミーナ編" CMソング
「スターレット」TVCM第一二弾 "Hero 劇団ひとり編" CMソング
作詞：萩島宏、石井亮輔　作曲：石井亮輔　編曲：龍田洪　歌：ミーナ（CV.竹内実生）
- 挿入歌「The One」 共作詞・作曲・ボーカルプロデュース・レコーディングを担当

作詞：萩島宏、佐藤真、石井亮輔　作曲：石井亮輔　編曲：龍田洪　歌：小堤亜里紗
- 第2主題歌"歌い手"発掘オーディション[注 27]課題曲「Freesia」 共作詞・作曲・ボーカルプロデュース・レコーディングを担当

作詞：萩島宏、石井亮輔　作曲：石井亮輔　編曲：龍田洪
〈収録作品〉
| 発売日        | タイトル                           | レーベル         | 収録内容 |
| ------------- | ---------------------------------- | ---------------- | -------- |
| 2017年4月19日 | Starlet - Single - Various Artists | AiiA Corporation | 全収録曲 |

### 信州飯綱東高原「天狗Rockフェスティバル」
（2017年5月20日開催）
- テーマソング・TVCMソング「天狗Rockのテーマ」 作曲・サウンドプロデュース・ギター・CMナレーションを担当

作曲：石井亮輔　編曲：龍田洪

### 小児がん支援チャリティーソング「WE ARE ONE」
- 「WE ARE ONE」 共作詞・作曲・サウンドプロデュース・ボーカルプロデュースを担当

作詞：ゴールドリボンフレンズ、石井亮輔　作曲：石井亮輔　編曲：遠藤ナオキ　歌：ゴールドリボンフレンズ
〈収録作品〉
| 発売日         | タイトル                                     | レーベル          | 収録内容 |
| -------------- | -------------------------------------------- | ----------------- | -------- |
| 2021年02月15日 | 小児がん支援チャリティーソング「WE ARE ONE」 | MusicBank合同会社 | 表題曲   |

## 主な参加バンド作品

### theMOB
（2002年 - 参加）
- 1st アルバム「惑星Berry」

(2005年11月25日発売 - theMOB)
|    | 収録曲                           | 担当                           |
| -- | -------------------------------- | ------------------------------ |
| 1  | 星になったヴィヴィアン           | 作詞・共作曲・共編曲・ボーカル |
| 2  | 死んだバニー                     | 作詞・共作曲・共編曲・ボーカル |
| 3  | 小雨のち、カーニバル             | 作詞・共作曲・共編曲・ボーカル |
| 4  | リスキー・ホテル                 | 作詞・共作曲・共編曲・ボーカル |
| 5  | ホワイト・ルシアン・カフェ       | 共編曲                         |
| 6  | イヴに恋するシルヴィア・ブルー   | 作詞・共作曲・共編曲・ボーカル |
| 7  | 金髪サンタとシルヴィア・ブルー   | 作詞・共作曲・共編曲・ボーカル |
| 8  | ニューヨーク・ブルー             | 作詞・共作曲・共編曲・ボーカル |
| 9  | ウエスタン・トーキョー・キャット | 作詞・共作曲・共編曲・ボーカル |
| 10 | 宇宙のカーテン                   | 作詞・共作曲・共編曲・ボーカル |
| 11 | シャワー・ランデブー             | 作詞・共作曲・共編曲・ボーカル |

- 1st シングル「Risky Hotel」

(2007年7月25日発売 - ジュエル・ジャパン)
|   | 収録曲                 | 担当                           |
| - | ---------------------- | ------------------------------ |
| 1 | リスキー・ホテル       | 作詞・共作曲・共編曲・ボーカル |
| 2 | ピース・アニマル       | 作詞・共作曲・共編曲・ボーカル |
| 3 | かりそめキッス         | 作詞・共作曲・共編曲・ボーカル |
| 4 | パヤッパ・ザ・グルーヴ | 共編曲                         |

### THE SAX NIGHT
（2008年 - 加入）
- 3rd アルバム「ロックンロールオーケストラ誕生！」

(2009年8月5日発売 - tearbridge records/avex)
|    | 収録曲                                            | 担当                             |
| -- | ------------------------------------------------- | -------------------------------- |
| 1  | ブルーズ                                          | 共編曲・ギター                   |
| 2  | 星空・デッド・フルテンション                      | 共編曲・ギター・コーラス         |
| 3  | ZERO                                              | 共編曲・ギター                   |
| 4  | BUZZ TRIP A GO GO                                 | 共編曲・ギター                   |
| 5  | BIG BONES -2162より愛を込めて-                    | 共編曲・ギター                   |
| 6  | MACHINE XXX                                       | 作曲・共編曲・ギター             |
| 7  | さらば、オーシャン                                | 共編曲・ギター・コーラス         |
| 8  | SCHOOL DAYS                                       | 共作詞・共編曲・ギター・コーラス |
| 9  | さよなら、WASTING TIME                            | 共編曲・ギター・ボーカル         |
| 10 | BIG BONES -2007 アンダーグラウンドより愛を込めて- | 共編曲・ギター                   |
| 11 | 弾丸ビーチ                                        | 共編曲・ギター・コーラス         |
| 12 | 流星・バッド・ディステンション                    | 共編曲・ギター・コーラス         |
| 13 | 星屑のハイウェイ                                  | 共編曲・ギター・コーラス         |
| 14 | BIG BONES -2038、愛を込めて-                      | 共編曲・ギター                   |
| 15 | LADY THE NIGHT                                    | 共編曲・ギター                   |

- 4th アルバム「RUDIES IN THE KITCHEN BOUNCE !!」

(2010年9月22日発売 - UK.PROJECT)
|    | 収録曲                                    | 担当                                     |
| -- | ----------------------------------------- | ---------------------------------------- |
| 1  | Oh Baby                                   | 共編曲・ギター・コーラス                 |
| 2  | スリルにまかせて (Blame It On Thrill)     | 共編曲・ギター                           |
| 3  | MARINE BLUE GENERATION                    | 共編曲・ギター・コーラス                 |
| 4  | RUDIES IN THE JET SUMMER                  | 作曲・共編曲・ギター・ボーカル           |
| 5  | True Blue Silhouette                      | 共編曲・ギター                           |
| 6  | PANORAMA                                  | 作曲・共編曲・ギター・ボーカル           |
| 7  | Spunky Summer Secret                      | 共編曲・ギター・コーラス                 |
| 8  | Teardrops From My Sweet...                | 共編曲・ギター                           |
| 9  | WEST COAST GRIND HEAVEN                   | 共編曲・ギター・コーラス                 |
| 10 | Runs Through For Victory !                | 作曲・共編曲・ギター・ボーカル・コーラス |
| 11 | LUCKY LIPS                                | 共編曲・ギター・コーラス                 |
| 12 | Let'em Eat Star (in the kitchen bounce !) | 共編曲・ギター・コーラス                 |
| 13 | Fades Away In 10 Colors Blow              | 作曲・共編曲・ギター・ボーカル           |
| 14 | SHINING GRAND PLACE ※付属DVDに収録        | 作曲・共編曲・ギター・ボーカル           |
| 15 | I LOVE YOU ※付属DVDに収録                 | 作曲・共編曲・ギター・ボーカル           |

- V.A.「須永辰緒の夜ジャズ・外伝〜All the young dudes〜すべての若き野郎ども」

(2011年4月28日発売 - ソニー・ミュージックアソシエイテッドレコーズ)
|   | 収録曲         | 担当                     |
| - | -------------- | ------------------------ |
| 1 | SCRAP JUNCTION | 共編曲・ギター・コーラス |

### THE ROMANTIC SIX
（2011年 - 参加）
- 1st アルバム「STARDUST」

(2012年5月9日発売 - UK.PROJECT)
|    | 収録曲                                 | 担当                                                                 |
| -- | -------------------------------------- | -------------------------------------------------------------------- |
| 1  | DIECISEIS                              | 共編曲・ギター・レコーディング・ミックス                             |
| 2  | 君は流星                               | 共作曲・共編曲・ギター・ボーカル・コーラス・レコーディング・ミックス |
| 3  | GET UP!                                | 作曲・共編曲・ギター・ボーカル・コーラス・レコーディング・ミックス   |
| 4  | Stardust                               | 共作曲・共編曲・ギター・ボーカル・コーラス・レコーディング・ミックス |
| 5  | Revolution Rock                        | 共作曲・共編曲・ギター・ボーカル・コーラス・レコーディング・ミックス |
| 6  | Atrocious Feeling Best                 | 作曲・共編曲・ギター・ボーカル・コーラス・レコーディング・ミックス   |
| 7  | Discoteca Babylon                      | 共作曲・共編曲・ギター・ボーカル・コーラス・レコーディング・ミックス |
| 8  | King of Skulls (If They Move Kill 'Em) | 作曲・共編曲・ギター・ボーカル・コーラス・レコーディング・ミックス   |
| 9  | Always                                 | 共作曲・共編曲・ギター・ボーカル・コーラス・レコーディング・ミックス |
| 10 | Skulls Accelerator                     | 作曲・共編曲・ギター・ボーカル・コーラス・レコーディング・ミックス   |
| 11 | Six Tear That Falls                    | 作曲・共編曲・ギター・ボーカル・コーラス・レコーディング・ミックス   |

- 2nd アルバム「I LOVE YOU!」

(2013年6月26日発売 - Swear Aspiration to God)
|   | 収録曲                | 担当                                                                 |
| - | --------------------- | -------------------------------------------------------------------- |
| 1 | 黄昏                  | 作曲・共編曲・ギター・ボーカル・コーラス・レコーディング・ミックス   |
| 2 | 鼓動の響              | 作曲・共編曲・ギター・ボーカル・コーラス・レコーディング・ミックス   |
| 3 | No Future Go Fuck !   | 共作曲・共編曲・ギター・ボーカル・コーラス・レコーディング・ミックス |
| 4 | 青い衝撃!             | 作曲・共編曲・ギター・ボーカル・コーラス・レコーディング・ミックス   |
| 5 | Liberation Of Fate    | 共作曲・共編曲・ギター・ボーカル・コーラス・レコーディング・ミックス |
| 6 | 黒い暴動!             | 共作曲・共編曲・ギター・ボーカル・コーラス・レコーディング・ミックス |
| 7 | Sing Proud Sing Life! | 共作曲・ギター・ボーカル・コーラス・レコーディング                   |
| 8 | 最期の光              | 作曲・共編曲・ギター・ボーカル・レコーディング・ミックス             |
| 9 | 命音                  | 作曲・共編曲・ギター・ボーカル・コーラス・レコーディング・ミックス   |

## その他の関連作品
- 勝手にしやがれ

9th アルバム「メロディ」（2012年1月18日発売 - UK.PROJECT）
収録曲「フェラーリをブッ飛ばせ」 ギターを担当
- 武藤昭平 with ウエノコウジ

2nd アルバム「ス・ワンダフル」（2012年8月22日発売 - UK.PROJECT）
収録曲「ライフ・イズ・ワンダフル」 コーラスを担当
- THE BLUE DONUTS[注 36]

2nd アルバム「The Skyman」（2013年6月26日発売 - BlueDonutsProjects）
全収録曲 レコーディング・ミックスを担当
- 羽田空港国際線ターミナル

プラネタリウム BGM「PLANETARIUM Starry Cafe」 レコーディングを担当
- 河西智美

ワンマンライブ「TOMOMI KASAI LIVE -Chapter 4-」
カバー曲「夢見る少女じゃいられない」「GLAMOROUS SKY」 ギターを担当
- LITTLE DONUTS[注 38]

1st アルバム「HAPPY TALK」（2015年11月18日発売 - 株式会社KADOKAWA）
全収録曲 レコーディング・ミックスを担当